# Scotturb

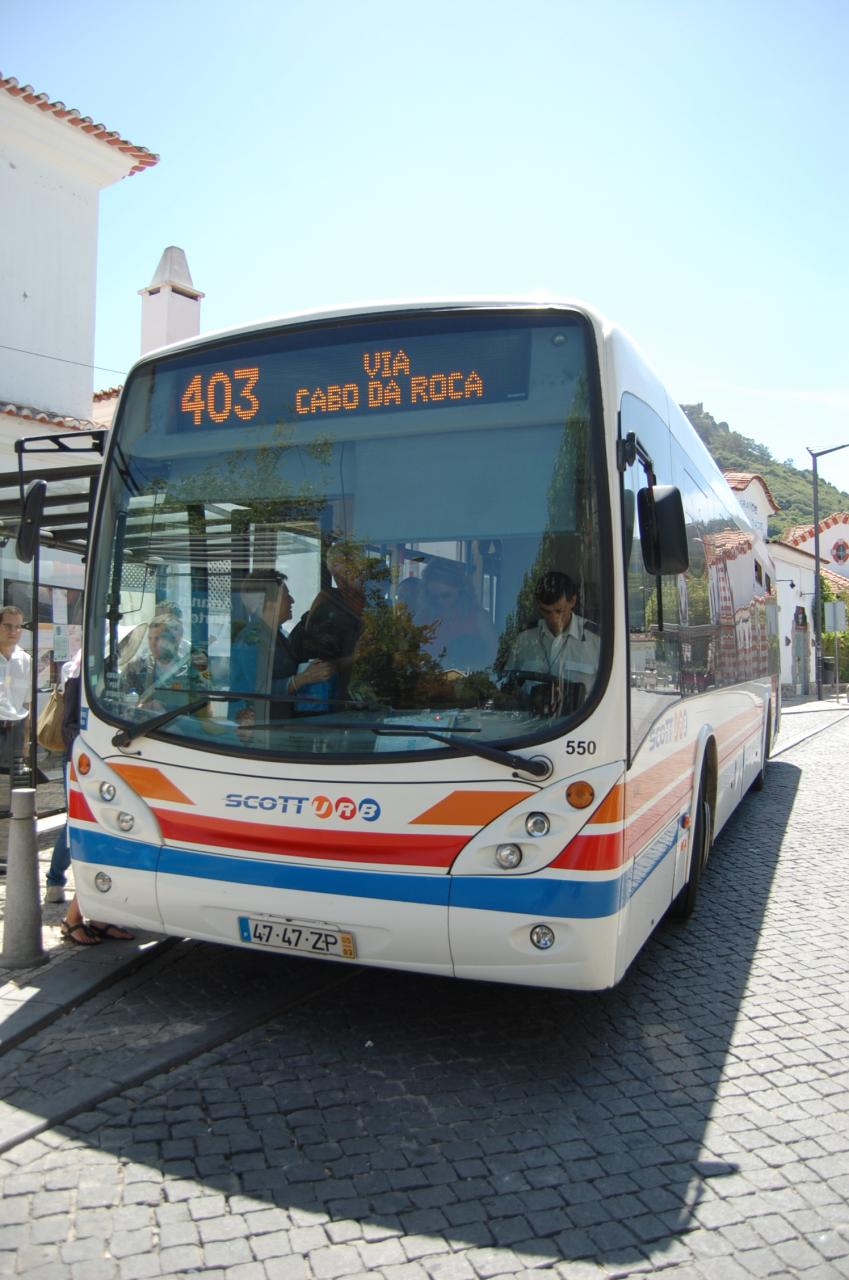
Autocarro n.º 550 da Scotturb na carreira, em 2009, junto à estação de Sintra.

A Scotturb (acrónimo de Sintra, Cascais e Oeiras - Transportes Terrestres Urbanos) é uma empresa de transporte urbano coletivo portuguesa, sediada em Alcabideche, antiga dona das concessões de transporte publico de passageiros nos municípios de Cascais, Sintra e Oeiras, com algumas carreiras prolongando-se por municípios limítrofes.
Após grande parte da sua rede de autocarros ter sido transferido na quase totalidade para a MobiCascais e Carris Metropolitana, ela continuou as suas operações, seja no setor de longo curso (expressos nacionais e internacionais operados sob a marca Gipsyy), seja a exploração das duas carreiras turísticas de Sintra (434 e 435). Essas duas carreiras turísticas serão eventualmente passadas para o novo serviço turístico da câmara municipal de Sintra, operadas pela Scotturb, e sob fiscalização da Empresa Municipal de Estacionamento de Sintra (EMES).

## História

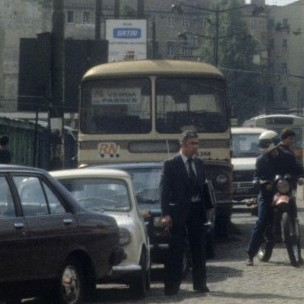
Autocarro da D.G.R.L. em Lisboa (Martim Moniz), em 1982.

### Antecendentes
A Scotturb tem as suas origens em 1975, com a nacionalização das empresas de transporte coletivo rodoviário no eixo Amadora-Sintra (Viação de Sernache, “Palhinhas”, Sintra Atlântico, e Boa Viagem), integradas na recém-criada gigante Rodoviária Nacional, onde este eixo constituiu, após a reorganização interna concluída em 1984, um dos Centros Operacionais de Passageiros (COPs) da Direcção Regional da Grande Lisboa (D.G.R.L.).

A Rodoviária Nacional foi reprivatizada em 1990-1995; a D.G.R.L., entretando renomeada Rodoviária de Lisboa, S.A. é a ultima alienação, concretizada a 15 de Maio de 1995, sendo o concurso ganho por um consórcio constitído pelo Grupo Barraqueiro, pela Vimeca, e pelo grupo escocês Stagecoach Holdings. Estas três entidades dividem entre si os antigos COPs, cabendo à Stagecoach a área Cascais-Sintra.

### Século XXI
Em 2001 a Stagecoach vendeu à Vimeca Transportes a sua operação em Portugal, por não ser «consistente com a estratégia do grupo». Criou-se assim a Scotturb, constituída em junho de 2001, tendo conhecido uma profunda reformulação em 2004, fruto de nova gestão.
Tanto a Scotturb como a Vimeca foram por sua vez adquiridas pelo grupo Imorey, e mais tarde, em 2017, vendidas ao empresário brasileiro Francisco Feitosa, dono da empresa rodoviária Vega S/A Transporte Urbano (Grupo Guanabara). Apesar de pertencerem ao mesmo grupo, tanto a Vimeca / Lisboa Transportes como a Scotturb operavam independentemente, sem qualquer integração horária ou tarifária.[carece de fontes?]
Em Maio de 2021, as 23 carreiras municipais que a Scotturb operava no concelho de Cascais passaram à responsabilidade da empresa Martín, operando sob a marca municipal MobiCascais, incluindo algumas que eram operadas em nome desta entidade já desde 2001,substituíndo a Scotturb que realizava nessa altura 1900 circulações diárias. Entretanto, a Scotturb recorreu aos tribunais, alegando que a proposta apresentada pela Martín era ilegal e violava as exigências do caderno de encargos, ao qual o tribunal deu razão à empresa portuguesa. Apesar dos recursos da Câmara Municipal de Cascais e da Martín, todos os tribunais deram razão à Scotturb, e acabou-se por chegar a uma acordo em 2024, ao qual a Martín operaria em conjunto com a Scotturb os autocarros da MobiCascais, sob a empresa Casbuscais.

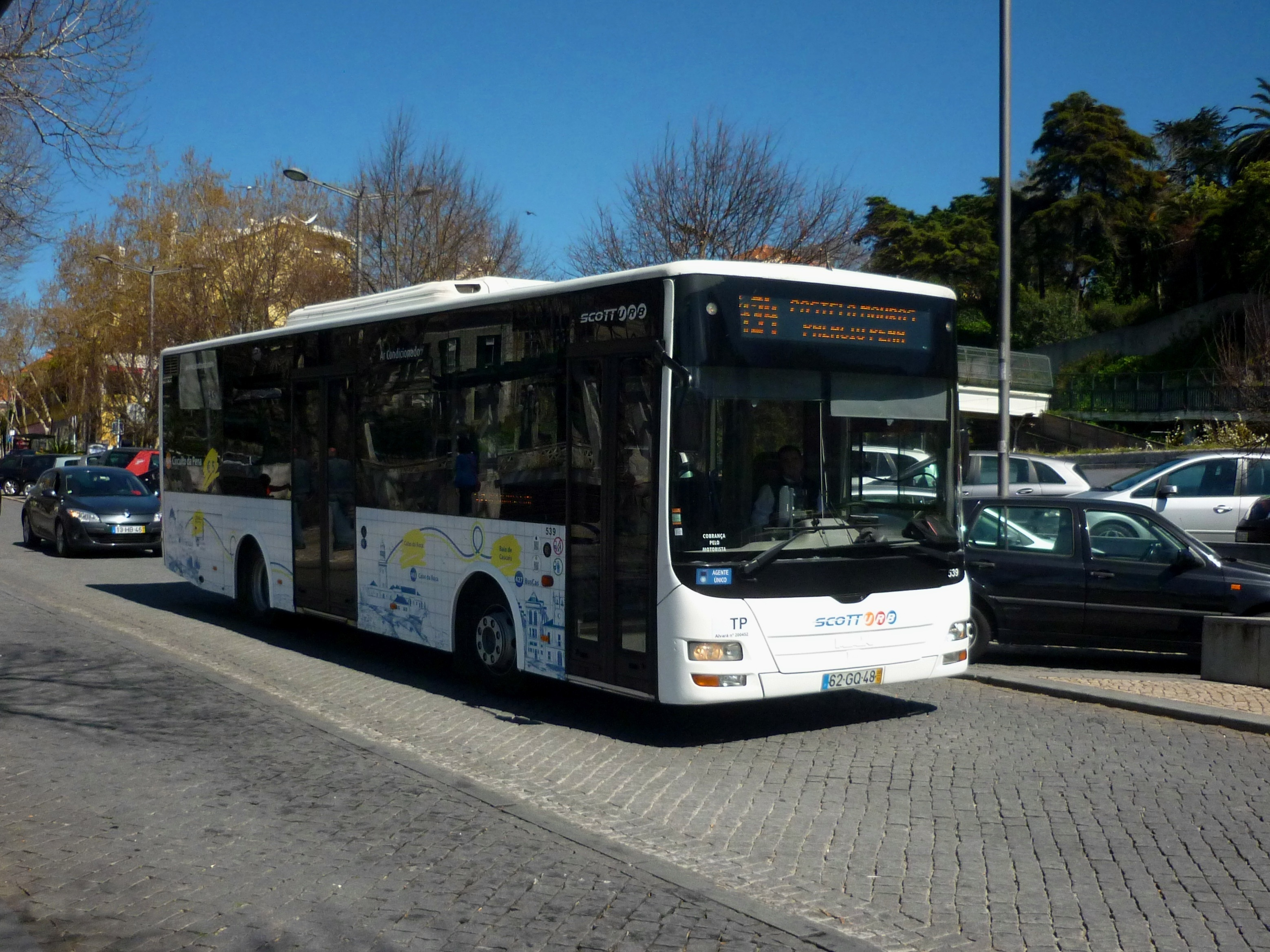
A carreira, em 2015.

A 1 de Janeiro de 2023, na sequência da implantação da Carris Metropolitana na Grande Lisboa, as carreiras que a empresa operava em Sintra e Oeiras passaram para o novo operador da Área 1 da Carris Metropolitana, a Viação Alvorada (criada por grande parte das operações da Scotturb e todas as operaeções da Vimeca / Lisboa Transportes, ambas propriedade do mesmo grupo), mantendo-se apenas as carreiras turísticas ainda sob a operação da Scotturb.

## Carreiras
Entre 2021 e 2023, a Scotturb viu o seu elenco de carreiras, quase todas numeradas na gama 400-499, dissiminado na sua quase totalidade, como referido. Mantêm-se disponíveis duas carreiras de natureza turística (434 e 435) oferecidas pela Scotturb em quanto tal.
- 400 Giro Cascais: CascaiShopping ↻ via Torre [❄☀] (subst. M03)
- 401 Giro Parede: CascaiShopping ⇆ Parede (Terminal) [❄☀] (subst. M01)
- 402 Cascais (Terminal) ↻ via Malveira da Serra e Murches [❄☀] (subst. M02)
- 403 Cascais (Terminal) ⇆ Sintra (Estação) via Cabo da Roca [❄☀] (equiv. 1253 e 1624)
- 404 Cascais (Terminal) ↺ via Torre [❄☀] (subst. M04)
- 405 Cascais (Terminal) ↻ via Guincho e Areia [❄☀] (subst. M05)
- 406 Cascais (Terminal) ⇆ Estoril (Estação) via Fisgas [❄☀] (subst. M06)
- 407 Cascais (Terminal) ⇆ Estoril (Estação) via Amoreira [❄☀] (subst. M07)
- 408 busCas Alvide: Cascais (Terminal) ↺ via Alvide [❄☀][17] (subst. M08)
- 409 Cascais (Terminal) ↺ via Encosta da Carreira [❄☀] (subst. M09)
- 411 Cascais (Terminal) ⇆ Estoril (Estação) via Cabreiro e Atrozela [❄☀] (subst. M11)
- 412 Cascais (Terminal) ⇆ Estoril (Estação) via Monte Estoril [❄☀] (subst. M12)
- 413 Cascais (Terminal) ⇆ Estoril (Estação) via Manique [❄☀] (subst. M13)
- 414 Cascais (Terminal) ↺ via Murches e Malveira da Serra [❄☀] (subst. M14)
- 415 Cascais (Terminal) ↺ via Areia e Guincho [❄☀] (subst. M15)
- 417 Cascais (Terminal) ⇆ Portela de Sintra (Estação Sul) [❄☀] (dupl. M17; equiv. 1623 e 1626)
- 418 Estoril (Estação) ⇆ Portela de Sintra (Estação Sul) [❄☀] (equiv. 1626, 1629, e 1630)
- 419 Alapraia (Escola) ⇆ Estoril (Estação) [❄☀] (subst. M19)
- 423 Abóboda (Sociedade) ⇆ Estoril (Estação) [❄☀] (subst. M23)
- 427 busCas Cascais: Cascais (Terminal) ↺ via Cascais [❄☀][17] (subst. M27)
- 433 Urbana de Sintra: Portela de Sintra (Estação Sul) ↺ via Sintra [❄☀] (subst. 1252)
- 434 Circuito da Pena: Sintra (Estação) ↺ via Palácio de Sintra e Palácio da Pena [❄☀]
- 435 Villa Express 4 Palácios: Sintra (Estação) ↻ via Palácio de Sintra, Quinta da Regaleira, Palácio de Seteais e Palácio de Monserrate [❄☀] (dupl. 1253)
- 437 Algueirão (Estação) ⇆ Portela de Sintra (Estação Norte) [❄☀] (subst. 1206)
- 439 Portela de Sintra (Estação Norte) ⇆ Praia Grande [❄☀] (subst. 1250)
- 440 Azenhas do Mar ⇆ Portela de Sintra (Estação Norte) [❄☀] (subst. 1247)
- 441 Portela de Sintra (Estação Norte) ⇆ Fontanelas via Praia Grande [❄☀] (equiv. 1241 e 1254)
- 442 Fontanelas ⇆ Portela de Sintra (Estação Norte) [❄☀] (subst. 1248)
- 443 Catribana ⇆ Portela de Sintra (Estação Norte) [❄☀] (subst. 1245)
- 444 Portela de Sintra (Estação Norte) ⇆ Praia do Magoito [❄☀] (subst. 1249)
- 445 Carvalhal (Largo) ⇆ Portela de Sintra (Estação Norte) [❄☀] (subst. 1632)
- 446 ShopBus Mira Sintra: São Pedro (Chão de Meninos) ⇆ Mira Sintra (Escola) [❄☀] (subst. 1234)
- 447 Almargem do Bispo ⇆ Portela de Sintra (Estação Sul) [❄☀] (equiv. 1208, 1231, e 1235)
- 448 ShopBus Cacém: Cacém (Estação) ⇆ Portela de Sintra (Estação Sul) [❄☀] (subst. 1223)
- 450 Bairro de Fitares ⇆ Mem Martins (Escola Secundária) [❄☀] (subst. 1210)
- 455 Cascais (Terminal) ⇆ Rio de Mouro (Estação) [❄☀] (dupl. M18; subst. 1625)
- 456 Estoril (Estação) ⇆ Rio de Mouro (Estação) [❄☀] (dupl. M20; equiv. 1627, 1628, e 1631)
- 458 Algueirão (Estação) ⇆ Casais de Mem Martins [❄☀] (subst. 1205)
- 460 Portela de Sintra (Estação Sul) ⇆ Rio de Mouro (Estação) [❄☀] (subst. 1251)
- 461 Carcavelos (Estação) ⇆ Talaíde [❄☀] (subst. M21)
- 462 Carcavelos (Estação) ⇆ Cascais (Terminal) [❄☀] (subst. M22)
- 463 Cacém (Estação) ⇆ Carcavelos (Estação) [❄☀] (dupl. M35; equiv. 1613 e 1622)
- 464 Carcavelos (Estação) ⇆ Manique [❄☀] (subst. M24)
- 467 Oeiras (Estação) ⇆ Portela de Sintra (Estação Sul) [❄☀] (parc. dupl. M35 e M36; subst. 1614)
- 468 Oeiras (Estação) ⇆ Rio de Mouro (Estação) [❄☀] (parc. dupl. M35 e M36; subst. 1615)
- 470 Oeiras (Estação) ⇆ Talaíde [❄☀] (equiv. 1608)
- 471 Carcavelos (Estação) ↻ via Oeiras Parque [❄☀] (subst. 1604)
- 475 Carcavelos (Estação) ⇆ Parede (Terminal) [❄☀] (subst. M25)
- 479 Oeiras (Estação) ⇆ Urbanização Jardins da Parede [❄☀] (subst. 1607)
- 488 busCas Parede: Parede (Estação) ↺ via Matarraque [❄☀][17] (subst. M26)
- 489 Oeiras (Estação) ⇆ Parede (Terminal) [❄☀] (subst. 1638)
- 490 Carcavelos (Estação) ⇆ Malveira da Serra [❄☀] (equiv. M25 e M28)

### Extintas (antes de 2023)
- 416 Estoril (Estação) ↺ via Cascais (Terminal) e Bairro do Rosário
- 420 Estoril (Estação) ⇆ Malveira da Serra
- 424 Urbana de Mem Martins: Bairro da Ouressa ↺ via Algueirão (Estação)
- 425 Cascais (Terminal) ⇆ Quinta da Bicuda
- 428 Cascais (Terminal) ⇆ Cabreiro
- 432 Cascais (Terminal) ⇆ Quinta da Marinha
- 436 Portela de Sintra (Estação Norte) ⇆ Alto do Carrascal
- 438 Portela de Sintra (Estação Norte) ⇆ Almoçageme (Largo)
- 454 Alto do Forte (Feira Nova) ⇆ Bairro Nova Imagem
- 457 São Carlos ⇆ Montelavar (Escola)
- 459 Algueirão (Estação) ⇆ Rio de Mouro (Estação)
- 466 Carcavelos (Estação) ↺ via São Domingos de Rana
- 469 Oeiras (Estação) ⇆ Talaíde
- 472 Carcavelos (Estação) ↺ via Parede (Estação)
- 474 Carcavelos (Estação) ⇆ Algueirão (Estação)
- 476 Oeiras (Estação) ⇆ Rio de Mouro (Estação) via Mem Martins
- 477 São Pedro do Estoril (Estação) ↺ via Penedo
- 478 Rio de Mouro (Estação) ⇆ Abrunheira
- 482 Oeiras (Bairro Augusto Castro) ↺ via Tires
- 484 Oeiras (Estação) ⇆ Parede (Terminal)
- 485 Oeiras (Estação) ⇆ Lage
- 486 Oeiras (Estação) ⇆ Talaíde
- 487 Oeiras (Estação) ⇆ Parede (Terminal)
- 494 Parede (Terminal) ⇆ São Pedro do Estoril (Estação)
- 498 Cascais (Terminal) ⇆ Aeroporto[a]
- 503 Cabo da Roca Express: Sintra (Estação) ⇆ Cabo da Roca
- 516 Sightseeing Sintra: Sintra (Estação) ↺ via Convento dos Capuchos [☀]
- 902 Malveira da Serra → Cascais (Terminal) via Torre
- 906 Cascais (Terminal) ↻ via Adroana, Estoril (Estação) e Amoreira
- 911 Cascais (Terminal) ↺ via Amoreira, Estoril (Estação) e Adroana
- 914 Cascais (Terminal) → Malveira da Serra via Torre
- 962 Carcavelos (Estação) ⇆ Cascais (Terminal) via Torre

1. ↑   Operação conjunta com a Rodoviária de Lisboa

## Frota
Em 2019 a Scotturb recebeu 20 unidades do Mercedes Citaro2 K (810 a 819), sendo 10 deles híbridos (820 a 829), além dos 3 Mercedes Conecto que recebeu em 2018 (765 a 767).[carece de fontes?] Em 2021 recebeu o primeiro exemplar do Caetanobus e-CityGold, com o número de frota 300.[carece de fontes?]
À data da sua integração na Viação Alvorada, em janeiro de 2023, a Scotturb detinha uma frota de 160 viaturas, incluindo 115 autocarros.